# 奧雷斯山脈

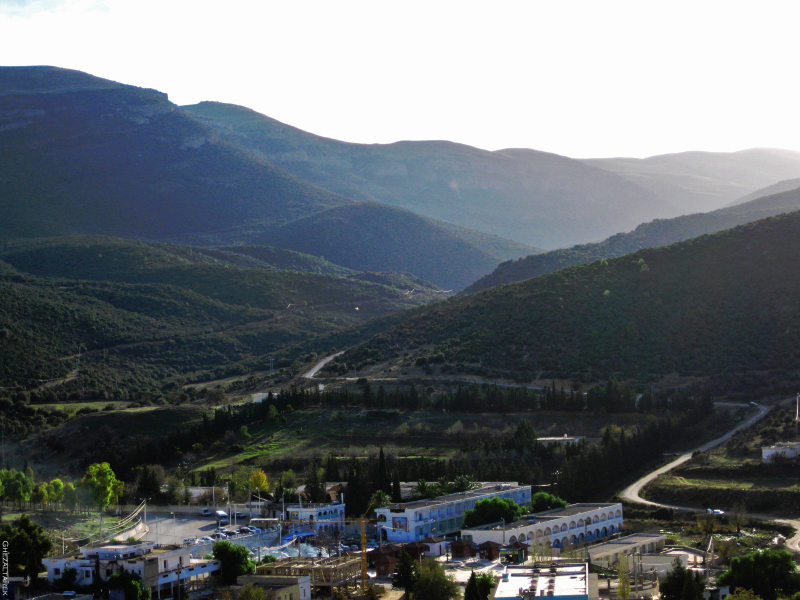

奧雷斯山脈是的非洲北部的山脈，位於阿爾及利亞東北部和突尼斯西北部，屬於阿特拉斯山脈的一部分，長200公里、寬90公里，最高點海拔高度2,328米，山體在白堊紀時期形成。

## 外部連結
- Les Aurès - Algérie  （页面存档备份，存于） (French). Includes many photos of the region.